# Nord-Assam-Sprachen
Die Nord-Assam-Sprachen bilden eine Untergruppe der tibetobirmanischen Sprachen, eines Primärzweiges des Sinotibetischen. Die etwa 30 Nord-Assam-Sprachen werden von 850.000 Menschen in Indien im Staat Arunachal Pradesh, in Bhutan und in der Volksrepublik China gesprochen. Die Nord-Assam-Sprachen  bestehen aus vier Untergruppen, die allgemein anerkannte genetische Einheiten bilden: den Tani-Sprachen (früher Abor-Miri-Dafla-Sprachen genannt), dem Khowa-Sulung, dem Idu-Digaru und dem Mijuischen. Die Tani-Gruppe bildet mit 800.000 Sprechern die bei weitem größte Untergruppe.

## Klassifikation und Untereinheiten
- Nord-Assam
  - Tani oder Abor-Miri-Dafla oder Adi-Nishi (800 Tsd. Sprecher)
    - West-Tani
      - Apatani
      - Bokar (Luoba)
      - Nishi-Gruppe
        - Nishi (Nising, Nishing, Ost-Dafla)
        - Bangni (Bengni, West-Dafla)
        - Hill-Miri (Sarakk)
        - Tagin, Yano, Nyisu, Akalel
        - Gallong, Pailibo, Ramo

    - Ost-Tani
      - Milang
      - Damu, Boring
      - Mishing (Mising, Plains Miri)
      - Padam, Minyong, Shimong, Pasi, Panggi, Tangam, Karko, Ashing

  - Khowa-Sulung oder Kho-Bwa
    - Khowa (Khoa, Bugun) (ca. 5 Tsd.)
    - Sulung (4 Tsd.)
    - Sherdukpen (ca. 3 Tsd.)
    - Lishpa (Mönpa) (1 Tsd.)

  - Idu-Digaru oder Nord-Mishmi
    - Idu (Chulikata) (ca. 10 Tsd.)
    - Digaru (Taraon, Darang Deng) (ca. 20 Tsd.)

  - Mijuisch oder Süd-Mishmi
    - Kaman (Miju, Geman Deng) (4 Tsd.)
    - Zaiwa (Zakhring-Meyor) (200)

Die Nord-Assam-Sprachen werden nicht von allen Forschern als genetische Einheit anerkannt, wohl aber ihre Untereinheiten. Klassifikation und Sprecherzahlen nach dem angegebenen Weblink.

### Nord-Assam-Sprachen
- Robbins Burling: The Tibeto-Burman Languages of Northeastern India. In: Graham Thurgood, Randy J. LaPolla: The Sino-Tibetan Languages. Routledge, London 2003.
- Jackson T.-S. Sun: Tani Languages. In: Graham Thurgood, Randy J. LaPolla: The Sino-Tibetan Languages. Routledge, London 2003.

### Tibetobirmanische Sprachen
- Christopher I. Beckwith (Hrsg.): Medieval Tibeto-Burman Languages. Brill, Leiden / Boston / Köln 2002.
- Paul K. Benedict: Sino-Tibetan. A Conspectus. Cambridge University Press, 1972.
- Scott DeLancey: Sino-Tibetan Languages. In: Bernard Comrie (Hrsg.): The World's Major Languages. Oxford University Press, 1990.
- Austin Hale: Research on Tibeto-Burman Languages. Mouton, Berlin / New York / Amsterdam 1982.
- James A. Matisoff: Handbook of Proto-Tibeto-Burman. University of California Press, 2003.
- Anju Saxena (Hrsg.): Himalayan Languages. Mouton de Gruyter, Berlin / New York 2004.
- Graham Thurgood, Randy J. LaPolla (Hrsg.): The Sino-Tibetan Languages. Routledge, London 2003, ISBN 0-7007-1129-5.
- George Van Driem: Languages of the Himalayas. Brill, Leiden 2001.